# Тупкараганський район
Тупкараганський район (каз. Түпқараған ауданы, рос. Тупкараганский район) — адміністративна одиниця у складі Мангистауської області Казахстану. Адміністративний центр — місто Форт-Шевченко.

## Населення
Населення — 37250 осіб (2021; 20544 у 2009, 14225 у 1999, 14420 у 1989).
Національний склад (станом на 2016 рік):
- казахи — 24744 особи (98,57 %)
- росіяни — 207 осіб
- каракалпаки — 28 осіб
- татари — 26 осіб
- узбеки — 13 осіб
- корейці — 13 осіб
- українці — 9 осіб
- лезгини — 4 особи
- білоруси — 4 особи
- киргизи — 3 особи
- грузини — 2 особи
- чеченці — 1 особа
- вірмени — 1 особа
- удіни — 1 особа
- німці — 1 особа
- інші — 45 осіб

## Історія
Район утворений 1992 року на базі Форт-Шевченківської міської ради обласного підпорядкування, до складу якої входили місто Форт-Шевченко, Баяндинська сільська рада, Кизилузенська сільська рада та Таучицька сільська рада. 1993 року Баяндинський сільський округ передано до складу Актауської міської адміністрації.

## Склад
До складу району входять міська адміністрації та 5 сільських округів:
| Поселення                               | Площа, км² | Населення, осіб (1989) | Населення, осіб (1999) | Населення, осіб (2009) | Населення, осіб (2021) | Центр            | Населені пункти |
| --------------------------------------- | ---------- | ---------------------- | ---------------------- | ---------------------- | ---------------------- | ---------------- | --------------- |
| Форт-Шевченківська міська адміністрація | 396,53     | 3476                   | 3624                   | 4888                   | 8447                   | Форт-Шевченко    | 1               |
| Акшукурський сільський округ            | 53,83      | 3008                   | 3347                   | 6230                   | 12279                  | Акшукур          | 1               |
| Баутінський сільський округ             | 10,93      | 4462                   | 3737                   | 4344                   | 3903                   | Баутіно          | 1               |
| Кизилозенський сільський округ          | 82,56      | 1175                   | 1016                   | 1112                   | 909                    | Кизилозен        | 1               |
| Саїна Шапагатова сільський округ        | 37,49      | 416                    | 385                    | 1366                   | 8947                   | Саїна Шапагатова | 1               |
| Таушицький сільський округ              | 119,99     | 1883                   | 2116                   | 2604                   | 2765                   | Таушик           | 1               |

## Найбільші населені пункти
Населені пункти з чисельністю населення понад 1000 осіб:
| № | Населений пункт  | Населення, осіб (1989) | Населення, осіб (1999) | Населення, осіб (2009) | Населення, осіб (2021) |
| - | ---------------- | ---------------------- | ---------------------- | ---------------------- | ---------------------- |
| 1 | Акшукур          | 3008                   | 3347                   | 6230                   | 12279                  |
| 2 | Саїна Шапагатова | 416                    | 385                    | 1366                   | 8947                   |
| 3 | Форт-Шевченко    | 3476                   | 3624                   | 4888                   | 8447                   |
| 4 | Баутіно          | 4462                   | 3737                   | 4344                   | 3903                   |
| 5 | Таушик           | 1883                   | 2116                   | 2604                   | 2765                   |

## Транспорт
Дороги районного значення:
| Індекс   | Назва                                    | Довжина, км |
| -------- | ---------------------------------------- | ----------- |
| KR-ТG-1  | під'їзд до села Саїна Шапагатова         | 1           |
| KR-ТG-2  | під'їзд до села Акшукур                  | 3           |
| KR-ТG-3  | під'їзд до села Кизилозен                | 9           |
| KR-ТG-4  | під'їзд до некрополя Удек                | 17          |
| KR-ТG-5  | Форт-Шевченко — Тамшали                  | 31          |
| KR-ТG-6  | Форт-Шевченко — Баутіно — Аташ           | 11          |
| KR-ТG-7  | під'їзд до села Таушик                   | 3           |
| KR-ТG-8  | під'їзд до некрополя Султан-Єпе          | 10          |
| KR-ТG-9  | під'їзд до некрополя Шакпак-ата          | 4           |
| KR-ТG-10 | під'їзд до урочища Саура                 | 11          |
| KR-ТG-11 | під'їзд до некрополя Єсмамбет            | 1,4         |
| KR-ТG-12 | під'їзд до урочища Тамшали               | 6           |
| KR-ТG-13 | під'їзд до урочища Сартас-Капамсай       | 11,5        |
| KR-ТG-14 | 43 км «Актау-Форт-Шевченко» — берег моря | 14          |